# Каид ибн Хаммад
Каид ибн Хаммад (умер в 1045) — второй правитель государства Хаммадидов с 1028 года.
Каид стал преемником своего отца Хаммада ибн Булуггина в 1028 году. Он назначил своего брата Юсуфа губернатором Северной Африки, а другого брата, Углана, губернатором Хамзы. В 1038 году он был атакован Хаммамой, правителем Феса, но сумел отразить вторжение. Четыре года спустя он подписал мирный договор с правителем государства Зиридов аль-Муиззом ибн Бадисом, который прибыл к нему из Кайруана.
В 1048 году, когда зиридский амир аль-Муизз ибн Бадис объявил себя наместником халифа Аббасидов в Багдаде, Каид подтвердил свою верность фатимидским халифам Египта, получив от халифа Маада аль-Мустансира звание Sharaf al-Dawla («слуга государства»).
Он умер в 1045 году, и ему наследовал его сын Мухсин ибн Каид.